# 地下拟美丽猛水蚤
地下拟美丽猛水蚤（学名：Nitocrella hypogaeus）为阿玛猛水蚤科拟美丽猛水蚤属的动物，是中国的特有物种。分布于广东等地，多生活于洞穴水中。